# 黃梔刺粉蝨
黃梔刺粉蝨（学名：Aleurocanthus spinosus）为粉蝨科刺粉蝨屬下的一个种。